# David Calderwood
Pour les articles homonymes, voir Calderwood.
David Calderwood est un historien et théologien écossais né vers 1575 et mort le 29 octobre 1650 à Jedburgh.

## Biographie
Fils de William Calderwood de Dalkeith, David Calderwood fait ses études à l'université d'Édimbourg où il est diplômé (1593). Il officie ensuite à Crailing (en) (vers 1604).
Leader des presbytériens, il s'oppose lors des conférences de Glasgow (1610) et Aberdeen (1616) à l'épiscopat anglais que Jacques I voulait établir en Écosse.
Poursuivi, il se réfugie aux Pays-Bas (1619). De retour en Écosse (1624), il officie alors à Pencaitland (1624-1640) où il participe au Répertoire pour le culte public en Écosse.
En 1649, il introduit la pratique d'inscription obligatoire des protestations dans un fichier.

## Œuvres
- Alatre damascenum, 1623
- The Historie of the Kirk of Scotland, 1646